# Polyalthia bullata
Polyalthia bullata är en kirimojaväxtart som beskrevs av George King. Polyalthia bullata ingår i släktet Polyalthia och familjen kirimojaväxter. Inga underarter finns listade i Catalogue of Life.